# Rotta verso la Terra
Rotta verso la Terra (Star Trek IV: The Voyage Home), noto nel fandom anche con le sigle TVH o ST IV, è un film di fantascienza del 1986 per la regia di Leonard Nimoy, che aveva diretto il precedente film e che appare anche in veste di attore interpretando il personaggio di Spock. È il quarto film di Star Trek, girato a vent'anni di distanza dalla prima serie televisiva. In questo film, ambientato nel XX secolo grazie a un viaggio indietro nel tempo, è centrale il tema della protezione delle specie in via d'estinzione e l'attenzione per l'ambiente, in accordo con le convinzioni dello stesso Nimoy, fervente ecologista.
Per l'home video il film è stato distribuito col titolo Star Trek IV - Rotta verso la Terra.

## Trama
(Ammiraglio Kirk al momento dello sbarco sulla Terra del passato)
Dopo tre mesi in esilio sul pianeta Vulcano, l'ammiraglio Kirk e il suo equipaggio decidono di tornare sulla Terra con lo sparviero (ribattezzato dal dottor McCoy HMS Bounty) catturato ai Klingon, tutti rassegnati a subire la corte marziale per i numerosi reati commessi, in particolare il furto e la distruzione della nave stellare USS Enterprise. Avvicinandosi al pianeta ricevono però un messaggio che avvisa che la Terra è sotto attacco da parte di una misteriosa e invulnerabile sonda spaziale aliena che emana un segnale capace di neutralizzare qualunque fonte energetica. Il medesimo segnale sta anche destabilizzando l'atmosfera terrestre, facendo evaporare gli oceani e creando delle grosse coltri di nubi che provocano forti piogge e impediscono l'irradiamento solare. Spock capisce che la sonda di per sé non ha intenzioni bellicose, ma non si rende conto delle conseguenze collaterali della sua azione, così, analizzando i suoni prodotti dall'alieno, scopre che questi cerca di mettersi in comunicazione con le balene megattere, la cui specie però è estinta da tempo.
Kirk e i suoi intraprendono allora un pericoloso viaggio nel tempo per andare a ritroso fino al XX secolo, con la missione di recuperare delle balene e trasportarle nel XXIII secolo, nel tentativo di salvare il pianeta dalla distruzione.
I protagonisti si trovano a vivere una serie di avventure, tra il drammatico e lo scanzonato, nella San Francisco del 1986, con divertenti episodi in cui gli ignari uomini del futuro debbono confrontarsi con arretratezze della società americana della fine del XX secolo, senza poter rivelare la propria identità e missione. Ad esempio Montgomery Scott è costretto a usare un Macintosh Plus per progettare il contenitore per le balene e cerca di parlare al computer impugnando il mouse come microfono, credendo che il Mac sia dotato di un'avanzata interfaccia vocale. Kirk conosce Gillian Taylor, una giovane e affascinante biologa marina assai preoccupata per la sorte di una coppia di balene che dovranno essere liberate dall'acquario cittadino in mare aperto, dove correranno subito il rischio di essere cacciate e uccise dalle baleniere. La dottoressa Taylor vede inizialmente Kirk e Spock come degli innocui stravaganti, simpatici anche se un po' fuori di senno, tuttavia Kirk riesce nel corso del tempo a ottenerne la fiducia.
La missione viene condotta a buon fine, nonostante una serie incredibile di ostacoli, e lo sparviero klingon riesce infine a compiere il salto temporale di ritorno con le stive piene d'acqua marina e la coppia di megattere, in grado di neutralizzare la minaccia della sonda aliena - che riconosce il loro canto - e ripopolare gli oceani del futuro. Con Kirk parte anche la giovane biologa, che decide di abbandonare il suo tempo per avventurarsi nel futuro.
Sottoposti finalmente a processo, Kirk e i suoi compagni vengono prosciolti da tutte le accuse, anche in considerazione dei successi appena riportati. Il solo ammiraglio Kirk viene punito per il reato di insubordinazione a un superiore e per questo viene retrocesso al grado di capitano, con l'agognata assegnazione al comando di una nuova nave stellare. Una lieta sorpresa attende Kirk e i suoi compagni quando scoprono il vascello loro assegnato: la USS Enterprise (NCC-1701-A), versione migliorata della sua vecchia nave.

## Dedica
Durante i titoli di apertura del film, appena prima dell'inizio della pellicola, appare una dedica scritta dalla produzione in memoria delle vittime del Challenger, lo Space Shuttle esploso durante la fase di decollo pochi mesi prima dell'uscita del film nelle sale cinematografiche. Il messaggio che appare è il seguente:
(Dedica allo Space Shuttle Challenger)

## Personaggi
- James T. Kirk è un ammiraglio della Flotta Stellare che guida il suo equipaggio in un viaggio nel tempo per salvare la Terra. Nonostante la missione sia un successo, viene degradato a capitano per la sua insubordinazione nel salvataggio di Spock.
- Spock è l'ex capitano della USS Enterprise, sacrificatosi per la salvezza della sua nave e tornato dalla morte grazie al Progetto Genesi che ha rigenerato il suo corpo.[N 1]
- Leonard McCoy è l'ufficiale medico della nave.
- Montgomery Scott è il capo ingegnere della nave.
- Hikaru Sulu è il timoniere della nave.
- Pavel Chekov è l'ufficiale tattico, ossia colui che gestisce le difese e le armi della nave.
- Nyota Uhura è l'ufficiale alle comunicazioni della nave.
- Sarek è l'ambasciatore di Vulcano.
- Amanda Grayson è la madre di Spock.
- Christine Chapel è un comandante di stanza nel quartier generale della Flotta Stellare a San Francisco dove dirige le operazioni di emergenza durante la crisi della sonda spaziale aliena.
- Gillian Taylor è una biologa che studia le balene.

## Produzione
Nella scena con il Macintosh Plus, alcuni ritengono che la grafica dell'immagine non sia del Plus ma di un Apple II oppure addirittura di un PC IBM. Originariamente i produttori avevano scelto un computer Amiga della Commodore. Quando chiesero un computer alla Commodore, questa tuttavia rispose che non poteva prestarne uno ma che poteva venderlo. Allora gli studios si rivolsero ad Apple, che fu ben felice di regalare loro un Macintosh Plus.

### Cast
- William Shatner, nel ruolo dell'ammiraglio James T. Kirk.[4]
- Leonard Nimoy, nel ruolo del capitano Spock.[4]
- DeForest Kelley, nel ruolo dell'ufficiale medico Leonard McCoy.[4]
- James Doohan, nel ruolo del comandante Montgomery Scott.[4]
- George Takei, nel ruolo del tenente comandante Hikaru Sulu.[4]
- Walter Koenig, nel ruolo del tenente Pavel Chekov.[4]
- Nichelle Nichols, nel ruolo del comandante Nyota Uhura.[4]
- Mark Lenard, nel ruolo dell'ambasciatore Sarek.[4]
- Jane Wyatt, nel ruolo di Amanda Grayson.[4]
- Majel Barrett, nel ruolo dell'ufficiale medico Christine Chapel.[4]
- Robert Ellenstein, nel ruolo del presidente del consiglio federale.[4]
- John Schuck, nel ruolo dell'ambasciatore Kamarag.[4]
- Brock Peters, nel ruolo dell'ammiraglio Cartwright.[4]
- Robin Curtis, nel ruolo del tenente Saavik.[4]
- Catherine Hicks, nel ruolo della dott.ssa Gillian Taylor.[4]

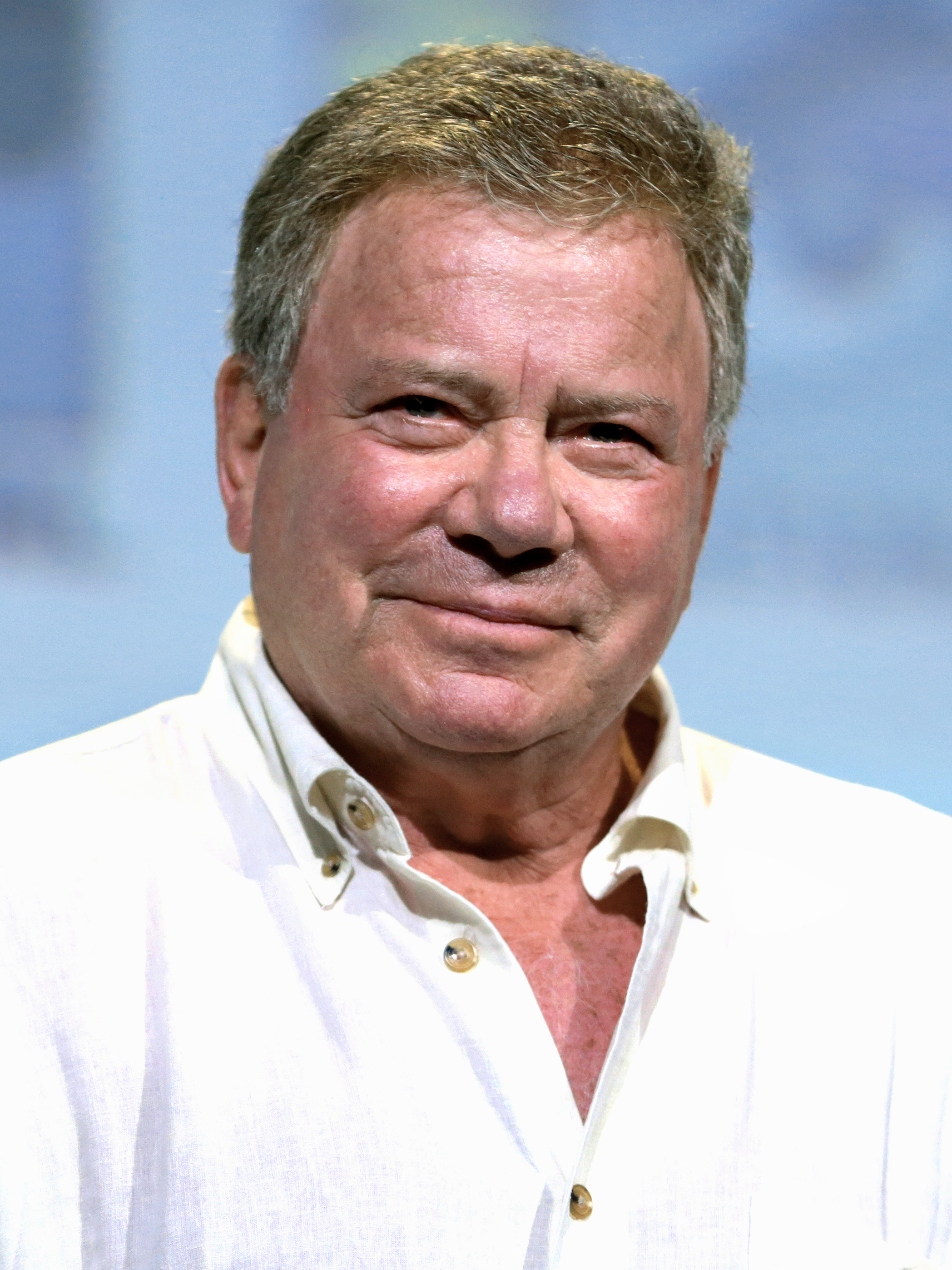
William Shatner, interprete di James T. Kirk
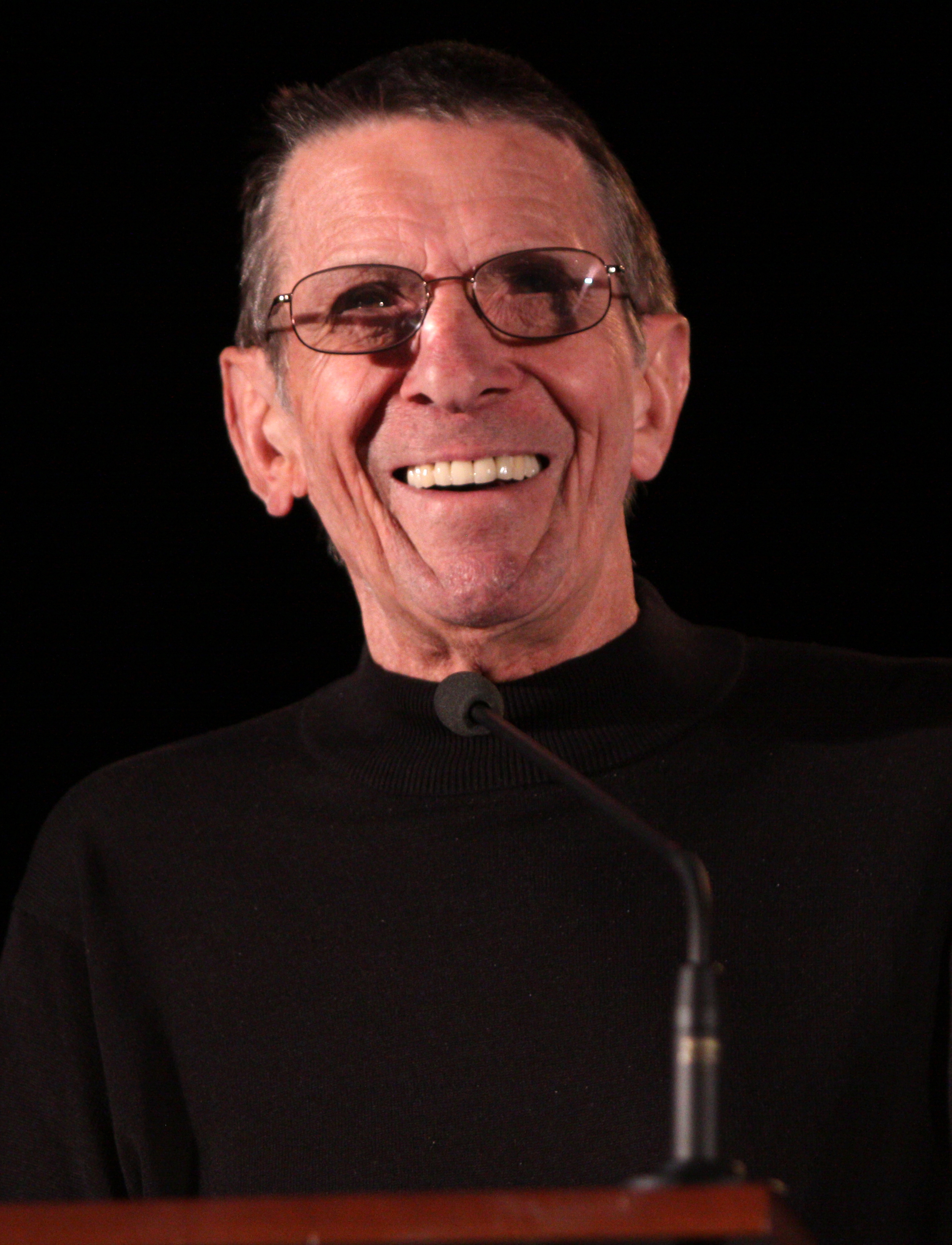
Leonard Nimoy, interprete di Spock
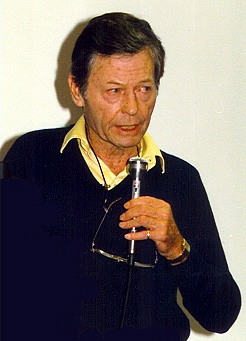
DeForest Kelley, interprete di Leonard McCoy
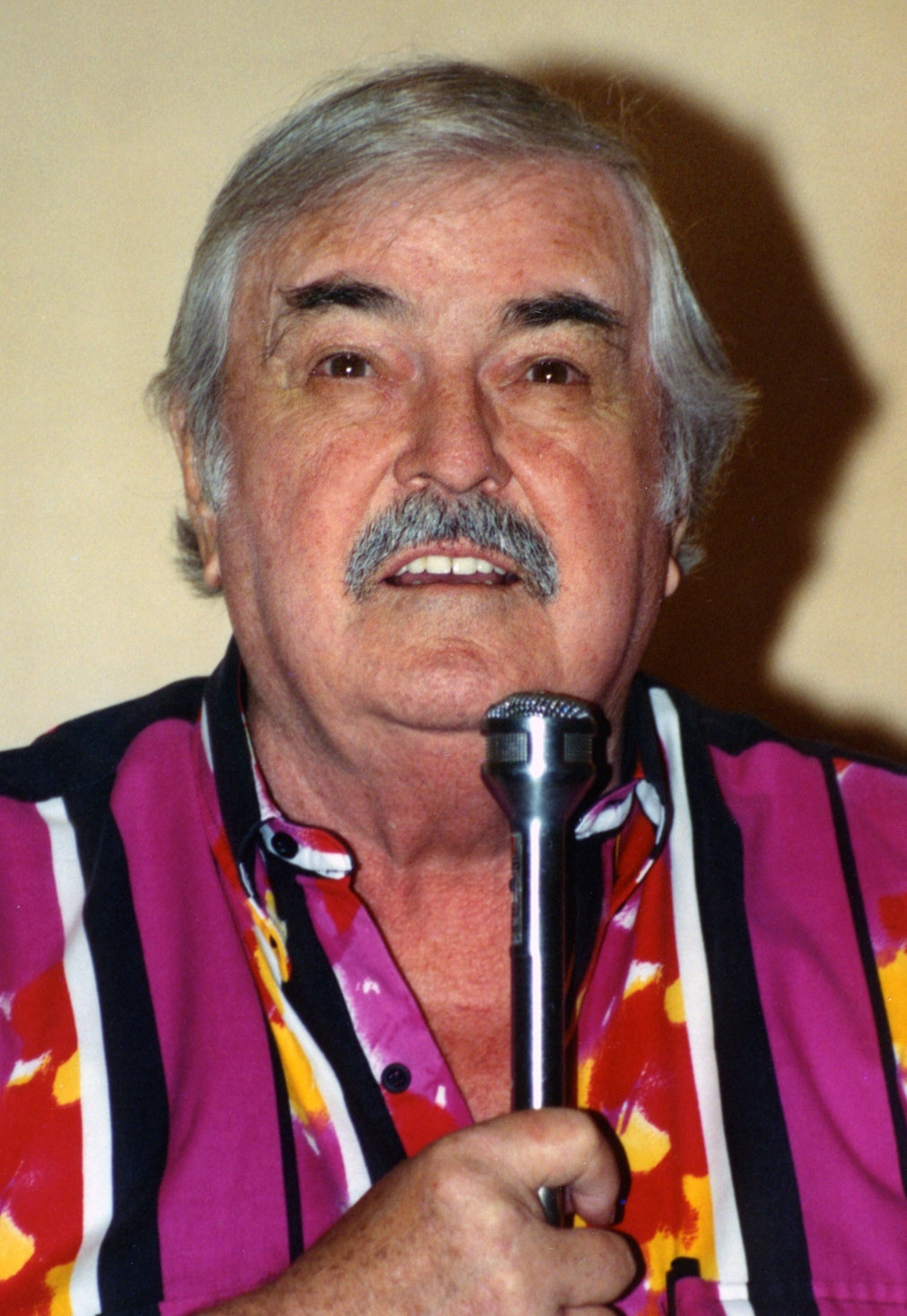
James Doohan, interprete di Montgomery Scott
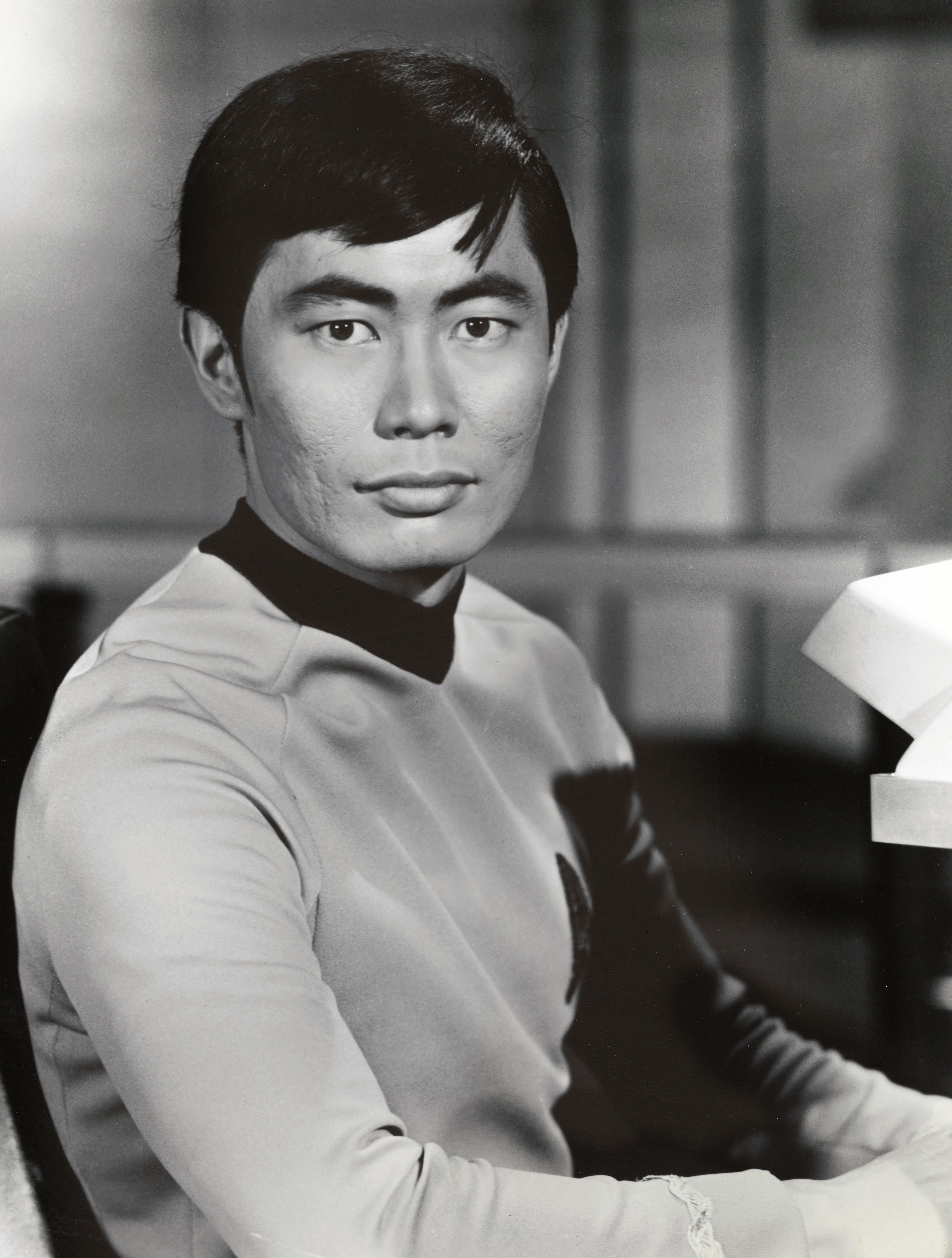
George Takei, interprete di Hikaru Sulu
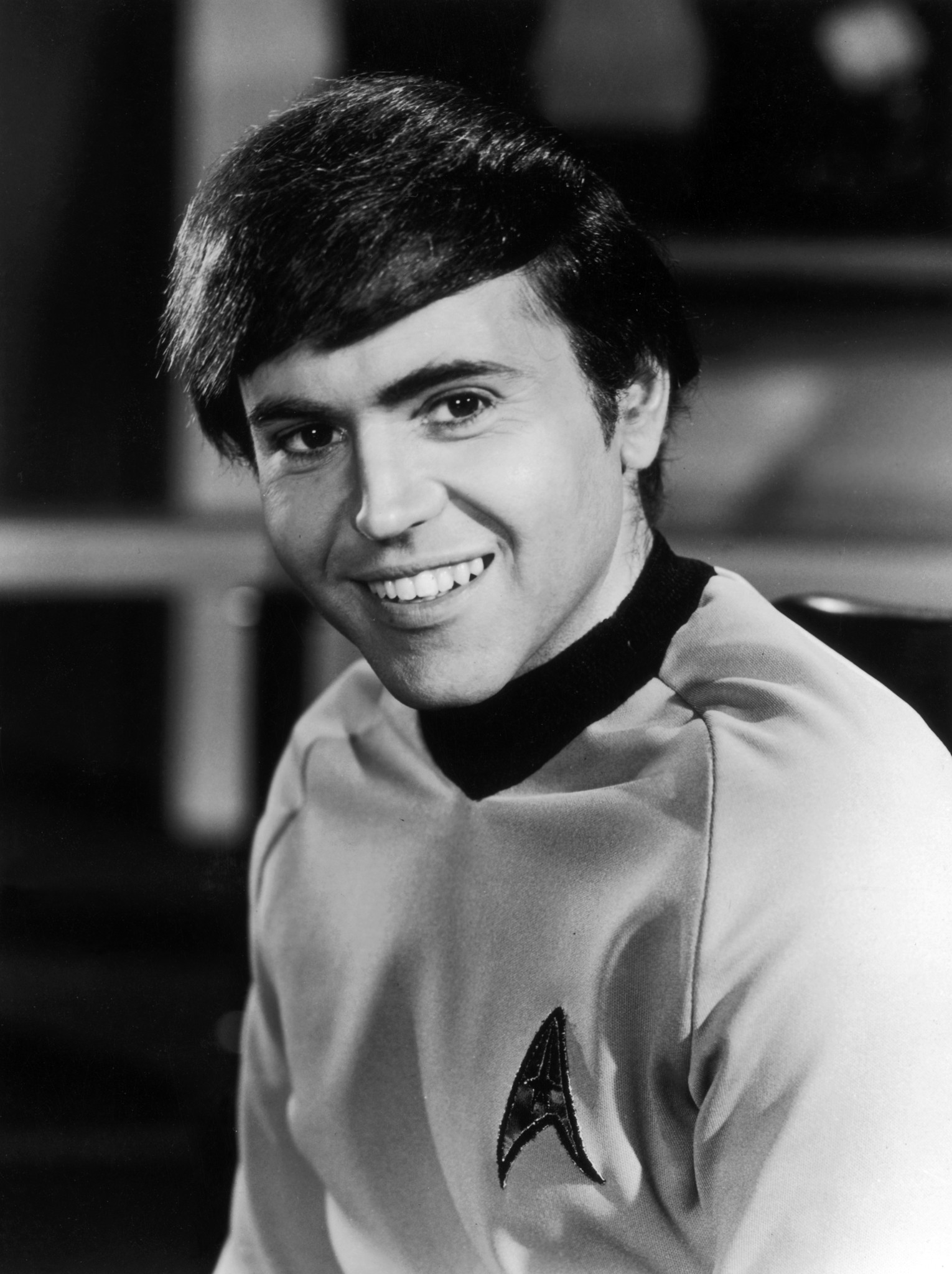
Walter Koenig, interprete di Pavel Chekov
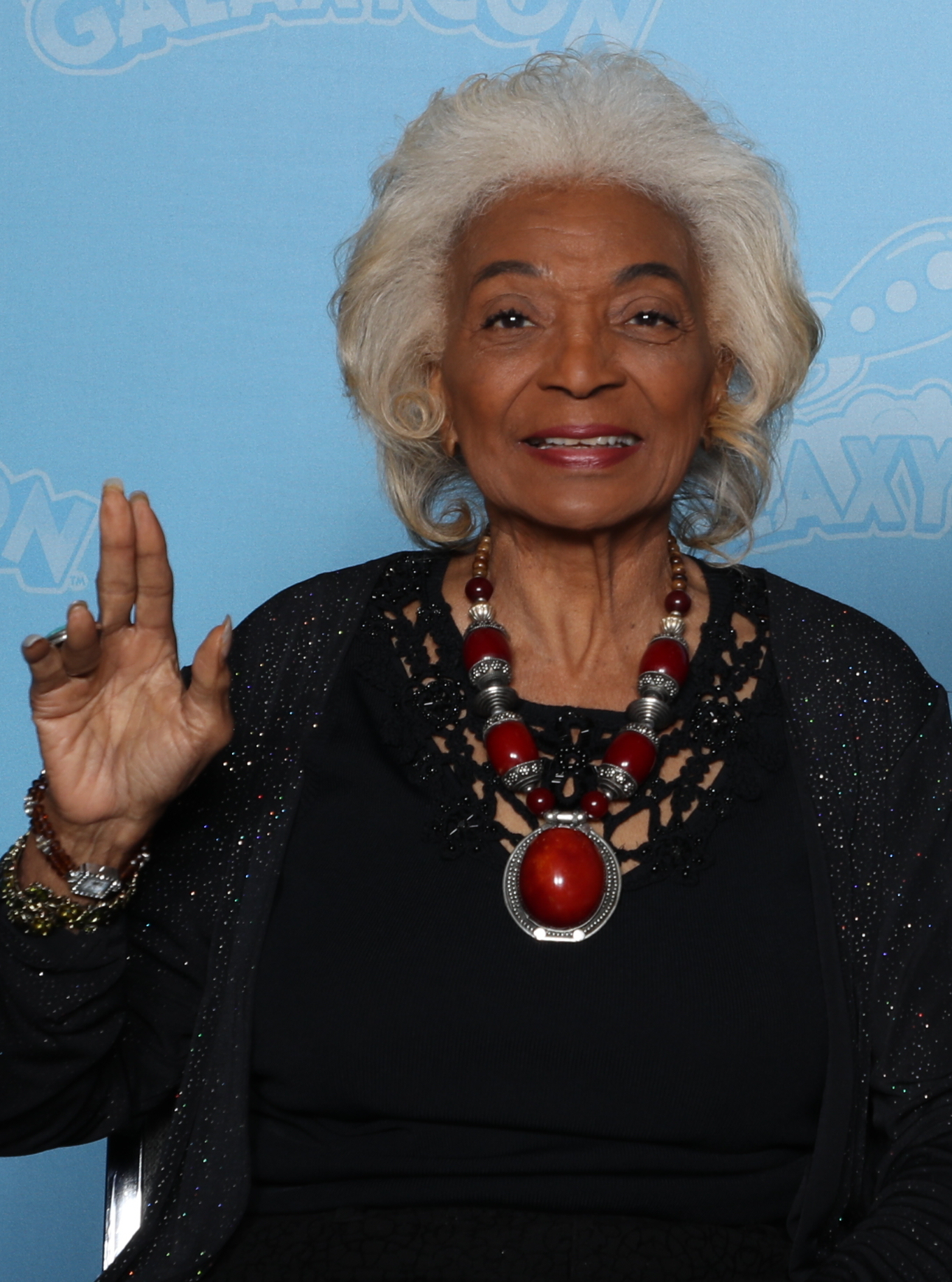
Nichelle Nichols, interprete di Uhura
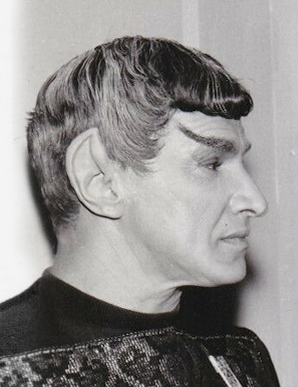
Mark Lenard, interprete di Sarek
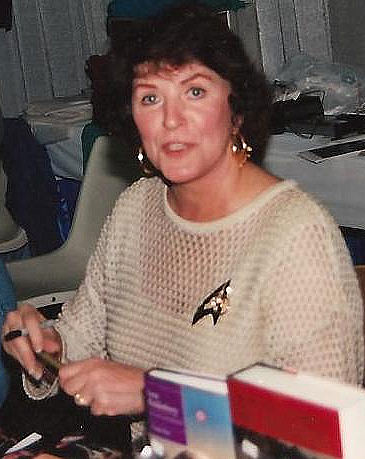
Majel Barrett, interprete di Christine Chapel
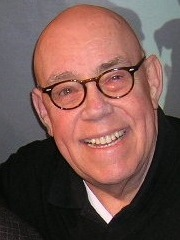
John Schuck, interprete di Kamarag
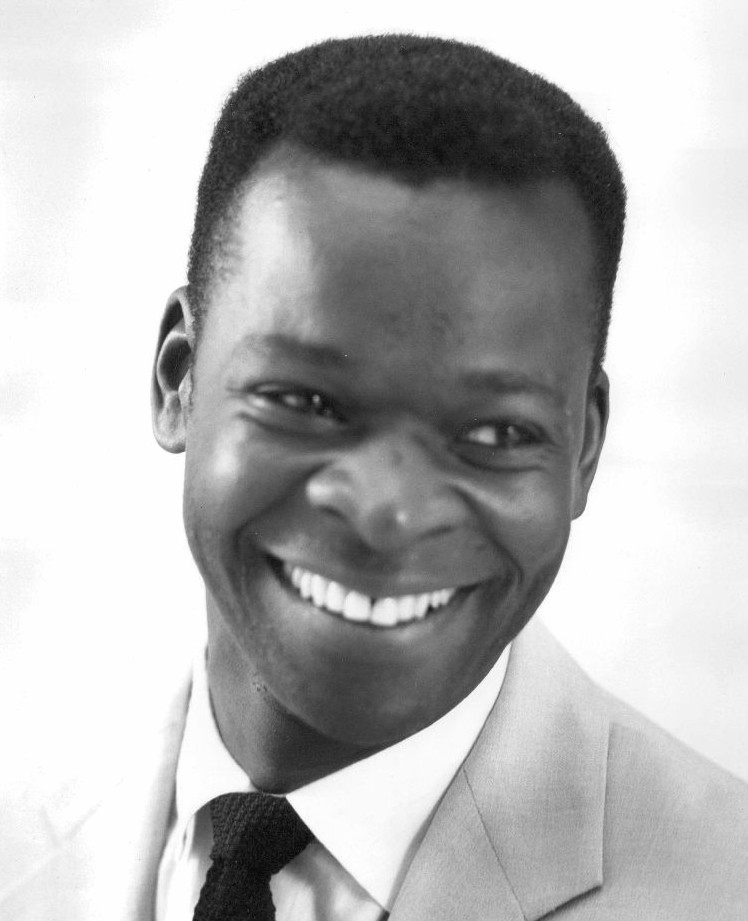
Brock Peters, interprete di Cartwright
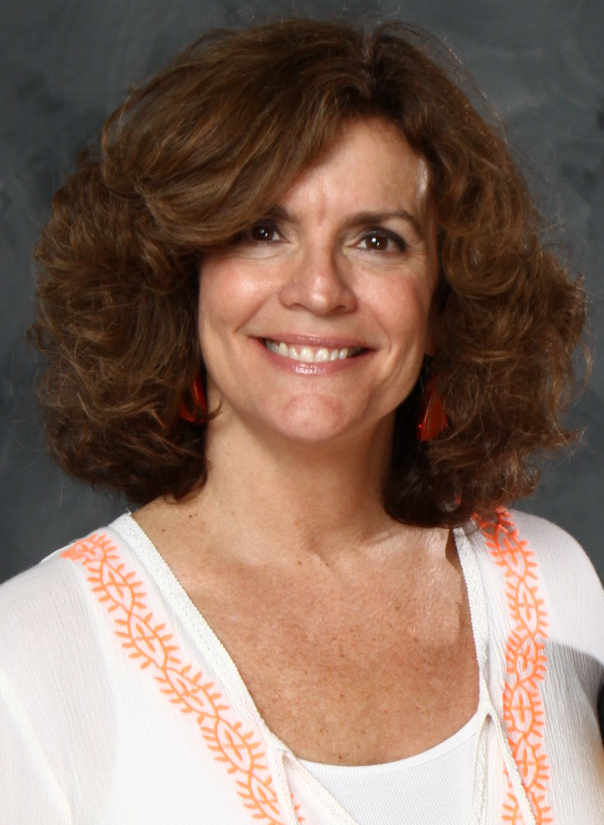
Robin Curtis, interprete di Saavik
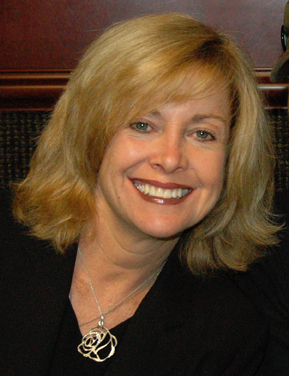
Catherine Hicks, interprete di Gillian Taylor

## Distribuzione

### Adattamento italiano
A differenza dei primi tre capitoli diretti da Renato Izzo, l'edizione italiana del film è stata curata da Manlio De Angelis.
I distributori italiani decisero di usare solo Rotta verso la Terra come titolo della pellicola, omettendo lo Star Trek IV, che ne rimarcava l'appartenenza alla saga fantascientifica come quarta trasposizione cinematografica. Fu invece aggiunto nel titolo Star Trek IV per le edizioni in home video.

## Accoglienza

### Incassi
Il film, costato 25 milioni di dollari, ne ha incassati 133 nelle sale (oltre 16 solo nel fine settimana di apertura negli USA). A questi si sono sommati nel tempo 98 milioni di dollari per i noleggi dell'home video.

### Critica
La pellicola ha generalmente riscontrato critiche positive, sul sito Rotten Tomatoes ha l'indice di gradimento del 85% e detiene il voto di 7,3/10 su IMDb. Roger Ebert diede al film 3½ stelle su 4 scrivendo: "Questa è senza dubbio la storia più assurda di Star Trek, eppure, curiosamente, è la migliore, la più divertente e godibile in termini umani. Sono contento che nessuna moderazione o buonsenso le abbiano intralciato la strada".
Il Morandini scrive che "Nimoy porta le avventure galattiche verso la Terra e verso la commedia con risultati assai divertenti. Pochi effetti speciali ma efficaci."
Fantafilm invece considera questo film uno dei meno convincenti della serie:
(Fantafilm)

## Riconoscimenti
- 1987 – Premio Oscar
  - Candidatura per la miglior fotografia a Don Peterman
  - Candidatura per la miglior colonna sonora a Leonard Rosenman
  - Candidatura per il miglior sonoro a Mel Metcalfe e Gene S. Cantamessa
  - Candidatura per il miglior montaggio sonoro a Mark Mangini
- 1986 – Golden Reel Award
  - Candidatura per il  miglior montaggio sonoro negli effetti sonori in un lungometraggio a Mark Mangini
- 1987 – ASC Award
  - Candidatura per l'eccezionale risultato nella cinematografia per le proiezioni nelle sale cinematografiche
- 1987 – ASCAP Award
  - Film con maggior incassi al botteghino
- 1987 – Genesis Awards
  - Miglior lungometraggio d'avventura
- 1987 – Image Awards
  - Candidatura per la miglior attrice non protagonista in un lungometraggio a Nichelle Nichols
- 1987 – Premio Hugo[10]
  - Candidatura per la miglior rappresentazione drammatica
- 1987 – Saturn Award
  - Migliori costumi a Robert Fletcher
  - Candidatura per il miglior film di fantascienza
  - Candidatura per il miglior attore a William Shatner
  - Candidatura per il miglior attore a Leonard Nimoy
  - Candidatura per il miglior attore non protagonista a James Doohan
  - Candidatura per il miglior attore non protagonista a Walter Koenig
  - Candidatura per il miglior attrice non protagonista a Catherine Hicks
  - Candidatura per la miglior regia a Leonard Nimoy
  - Candidatura per la migliore sceneggiatura a Steve Meerson, Peter Krikes, Harve Bennett e Nicholas Meyer
  - Candidatura per il miglior trucco a Wes Dawn, Jeff Dawn e James Lee McCoy
- 1988 – Young Artist Award
  - Candidatura per il miglior film drammatico per famiglie
- 2010 – Saturn Award
  - Miglior edizione DVD/Blu-ray per il cofanetto contenente i primi sei film della serie classica